# 南河增十一

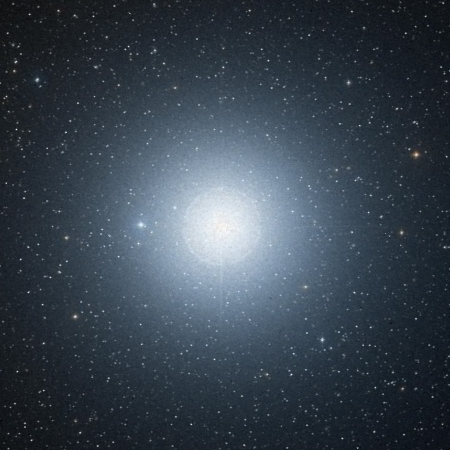
南河三號，HIP-37279，小犬α（Alpha Canis Minor）

HD 61563，又名BD+05 1742，SAO 115773、HR 2950，是一颗小犬座的恒星，视星等为6.02，位于銀經213.79，銀緯13.2，其B1900.0坐标为赤經7h 34m 48.3s，赤緯+5° 13.2′ 41″。